# تیلاندزیا ایونانتا
تیلاندزیا ایونانتا(نام علمی: Tillandsia ionantha) نام یک گونه از تیره آناناسیان است.